# Stiftungsaufsicht
Die Stiftungsaufsicht ist eine Institution, die eine Stiftung beaufsichtigt. In der Regel bedürfen nur rechtsfähige Stiftungen einer Stiftungsaufsicht, die in Deutschland in den §§ 80 bis § 88 Bürgerliches Gesetzbuch und den jeweiligen Landesgesetzen geregelt ist. Dabei ist die Behörde, die die Stiftungsaufsicht über privatrechtliche Stiftungen ausübt, im Landesstiftungsgesetz festgelegt. Die Aufsichtsbehörde für öffentlich-rechtliche Stiftungen wird in dem jeweiligen Errichtungsgesetz bestimmt.
Die Stiftungsaufsicht wird im Allgemeinen von einer Aufsichtsbehörde ausgeführt. Auch kirchliche Stiftungen können eine Stiftungsaufsicht haben, die zum Beispiel beim Konsistorium oder Ordinariat liegt. Die Befugnis zur Anerkennung einer kirchlichen Stiftung liegt jedoch bei der staatlichen Stiftungsaufsicht.

## Aufgaben
Die Stiftungsaufsicht muss die Stiftung zunächst anerkennen (wodurch diese rechtsfähig wird) und überwacht die Einhaltung der Stiftungssatzung, insbesondere die des Stiftungszwecks, und den Erhalt des Stiftungsvermögens. In der Regel ist vorgesehen, dass der Stiftungsvorstand der Stiftungsaufsicht jährlich einen Tätigkeitsbericht, eine Vermögensübersicht und eine Jahresabrechnung vorlegt. Beschlüsse des zuständigen Stiftungsorgans zu Satzungsänderungen, der Zusammenlegung mit einer anderen Stiftung oder der Aufhebung der Stiftung müssen ebenfalls von der Stiftungsaufsicht genehmigt werden.
Die Stiftungsaufsicht führt ein öffentliches Verzeichnis der beaufsichtigten Stiftungen, das jedoch keinen öffentlichen Glauben genießt, und veröffentlicht deren Errichtung. Fehlen einem Stiftungsorgan Mitglieder, die zur Erfüllung seiner gesetzlichen oder satzungsmäßigen Aufgaben erforderlich sind, so kann die Stiftungsaufsicht Ersatzmitglieder bestellen. Darüber hinaus kann die Stiftungsaufsicht auch Mitglieder von Stiftungsorganen aus wichtigem Grund abberufen. Änderungen bei der Besetzung der Stiftungsorgane sind der Stiftungsaufsicht unverzüglich zu melden. Die Verzeichniss sollen zum 1. Januar 2026 durch das bundesweite Stiftungsregister abgelöst werden.
Ebenso stellt die Stiftungsaufsicht Vertretungsbescheinigungen für die Vorstandsmitglieder aus.

## Stiftungsaufsichtsbehörden

### Bundesländer Deutschland
- Baden-Württemberg (§ 3, § 8 Stiftungsgesetz)
  - Regierungspräsidium
- Bayern (Art. 10, 11 Stiftungsgesetz)
  - Bezirksregierungen (untere Stiftungsaufsicht)
  - obere Stiftungsaufsicht:
    - Wissenschaftsministerium, Heimat- und Denkmalpflege
    - Kultusministerium, Erziehung und Sport
    - Innenministerium
- Berlin (§§ 7, 9 Stiftungsgesetz)
  - Senatsverwaltung für Justiz
- Brandenburg (§ 4 Stiftungsgesetz)
  - Ministerium des Innern und für Kommunales
- Bremen (§ 2, 11 Stiftungsgesetz)
  - Senator für Inneres und Sport des Senats der Freien Hansestadt Bremen
- Hamburg (§ 5 Stiftungsgesetz)
  - Behörde für Justiz und Gleichstellung des Senats der Freien und Hansestadt Hamburg (per Anordnung zur Durchführung des Stiftungsgesetzes bestimmt)
- Hessen (§§ 10, 11 Stiftungsgesetz):
  - Regierungspräsidien (untere Aufsicht)
  - Jeweiliges Fachministerium (obere Aufsicht)
- Mecklenburg-Vorpommern (§§ 2, 4 Stiftungsgesetz)
  - Justizministerium
- Niedersachsen (§§ 2, 4 bis 8 Stiftungsgesetz):
  - Ämter für regionale Landesentwicklung
- Nordrhein-Westfalen (§§ 6, 15 Stiftungsgesetz)
  - Bezirksregierung
  - Innenministerium (oberste Stiftungsbehörde)
- Rheinland-Pfalz (§§ 4, 6, 9 Stiftungsgesetz)
  - Aufsichts- und Dienstleistungsdirektion (untere Aufsichtsbehörde)
  - Innenministerium, gegebenenfalls Fachministerium
- Saarland (§§ 2, 10 Stiftungsgesetz)
  - Innenministerium
- Sachsen (§ 3, 6 Stiftungsgesetz)
  - Landesdirektionen (untere Stiftungsaufsicht)
  - Innenministerium (obere Stiftungsaufsicht); gegebenenfalls Fachministerium
- Sachsen-Anhalt (§§ 3, 18, 19 Stiftungsgesetz)
  - Landesverwaltungsamt
  - Innenministerium (oberste Stiftungsbehörde)
- Schleswig-Holstein (§§ 8, 16 Stiftungsgesetz)
  - Landräte und Bürgermeister der kreisfreien Städte
  - Innenministerium im Einzelfall
- Thüringen (§§ 4, 12 Stiftungsgesetz)
  - Landesverwaltungsamt
  - Innenministerium (nur Anerkennungen und Aufsicht gegenüber dem Landesverwaltungsamt)

### Andere Staaten
Stiftungsaufsicht Liechtenstein